# Joseph Ribet
Joseph Ribet, né le 24 octobre 1879 à Aspet (Haute-Garonne) et mort le 11 mai 1916 à dans la même ville, est un homme politique français.

## Biographie
Docteur en droit, il entre au ministère de l'Agriculture et devient inspecteur du crédit et de la mutualité agricole, avant d'entrer au cabinet de Joseph Ruau, ministre de l'Agriculture.
Maire d'Aspet, conseiller général du canton d'Aspet, il est député de la Haute-Garonne de 1914 à 1916, inscrit au groupe de la Gauche radicale.